# Bradysia individua
Bradysia individua är en tvåvingeart som beskrevs av Werner Mohrig och Nina Krivosheina 1985. Bradysia individua ingår i släktet Bradysia och familjen sorgmyggor. Arten är reproducerande i Sverige. Inga underarter finns listade i Catalogue of Life.